# Slag bij Mülheim
De Slag bij Mülheim vond plaats op 9 oktober 1605 ten tijde van de Tachtigjarige Oorlog in het Duitse Mülheim an der Ruhr. De slag was tussen de Republiek der Zeven Verenigde Nederlanden onder leiding van Maurits van Nassau, de latere prins van Oranje, en Spaanse troepen onder leiding van veldheer Ambrosio Spinola. Het beleg maakte deel uit van Spinola's veldtocht van 1605-1606.

## Verloop
In de herfst van 1605 legerde de Spaanse veldheer Ambrosio Spinola met zijn ongeveer 20.000 man sterke legermacht in het Ruhrgebied tussen Duisburg en Ruhrort. Vanaf deze plek trokken acht compagnieën infanterie en 800 ruiters naar het dorp Mülheim en het Kasteel Broek om deze te bezetten. Toen de bij Wesel legerende Maurits van Nassau daarvan hoorde besloot hij onmiddellijk aan te vallen. Samen met halfbroer Frederik Hendrik en een leger bestaande uit 2000 ruiters, 2400 man infanterie en drie kanonnen viel hij op 9 oktober rond 13:00 uur de Spanjaarden aan.
De Staatse aanval ontaardde in een bloedige strijd rond Kasteel Broek en het dorp Mülheim. Het lukte de Staatse troepen bijna de Spanjaarden uit Mülheim te verdrijven en het Kasteel Broek te bevrijden. Frederik Hendrik werd echter in het nauw gedreven en een deel van Maurits' troepen vluchtte. Maurits probeerde zijn troepen tevergeefs tegen te houden door dreigen, schelden en bidden. Hij was nu gedwongen eerst Frederik Hendrik te ontzetten. Intussen verzonnen de Spaansen een list. Op verschillende plekken sloegen Spaanse trommelaars hun trom, waardoor het leek alsof het complete leger van Spinola in aantocht was. Vervolgens ging het gerucht dat er de Spaanse versterkingen onderweg waren. Maurits had zijn ruiters niet meer in de hand en liet de Staatse troepen de aftocht blazen. De Staatsen hadden de legermacht van Spinola, die daags tevoren 5000 man naar het belegerde Wachtendonk had verplaatst, overschat en door te panikeren de kans op een overwinning verspeeld. Bij de acht uur durende strijd waren veel soldaten gesneuveld.
De Staatsen verloren ongeveer 500 man en het Spaanse leger 300. Ook verscheidene burgers uit Mülheim lieten het leven. Huizen en landerijen waren zwaar beschadigd of volkomen vernield. Gevangengenomen prominenten, zoals Spinola's neef Niccolo Doria, werden enige dagen later uitgewisseld. Onderwijl hadden de Staatsen Wachtendonk verloren aan de Spanjaarden en was Spinola duidelijk geworden dat hij zijn legers minder verspreid moest opstellen.